# Nor Kyurin
Nor Kyurin (in armeno Նոր Կյուրին?) è un comune dell'Armenia di 876 abitanti (2008) della provincia di Ararat.